# Paula Fairfield
Paula Fairfield (Halifax, 1961) es una diseñadora de sonido y artista sonora canadiense-estadounidense afincada en el sur de California. Es conocida sobre todo por su trabajo en la serie Juego de Tronos. Tiene un premio BAFTA por House of the Dragon (ganado en 2023); y un total de catorce nominaciones a los Emmy: una por Rings of Power, una por House of the Dragon, una por 3 Body Problem', seis por Juego de Tronos (ganadas en 2015 y 2019), tres por Lost, una por The River, y una por la serie Lovecraft Country (ganada en 2021). En mayo de 2021, fue galardonada con un doctorado honoris causa en Bellas Artes por su alma mater, la Universidad NSCAD. También cuenta con 5 premios Golden Reel y 18 nominaciones por su trabajo en la Motion Picture Sound Editors Guild.

## Trayectoria
Fairfield nació en Halifax (Nueva Escocia) en 1961 y creció en Bridgewater, una localidad cercana. A principios de la década de 1980 estudió historia del arte y fotografía en el Nova Scotia College of Art and Design University (NSCAD). Tras licenciarse en Bellas Artes, se trasladó a Montreal durante dos años, donde trabajó como artista e hizo un programa de formación en el Studio D del National Film Board of Canada (NFB). Fairfield se trasladó después a Toronto, donde codirigió Charles Street Video, un centro sin ánimo de lucro dirigido por artistas. Sus obras de vídeo y cine se expusieron en todo el mundo y forman parte de varias colecciones, como la Galería Nacional de Canadá.
Fairfield trabajaba en SoundDogs, una empresa de postproducción de sonido con sede en Toronto. Un día me encontré con que acababan de perder a su técnico de efectos y me dieron una oportunidad. Tenía mucho que aprender, pero me encantó". Allí aprendió a editar y diseñar sonido para televisión y cine.
Fairfield se mudó a Los Ángeles en 1998. Creó su empresa, Eargasm, Inc, en 2014. Tiene un estudio en su casa: un garaje sellado con paredes muy bien aisladas. El estudio está configurado para Dolby Atmos y utiliza monitores PMC y una consola Avid Pro Tools S6. Dejó Los Ángeles por el valle de Coachella tras divorciarse de su mujer y perder a su hermano, su hermana y su padre a causa del cáncer. Según The Desert Sun, «la espiritualidad y la soledad del desierto la mantienen centrada como artista». Después de un intenso día de edición de sonido, simplemente sale de su estudio y entra en su casa, un tranquilo santuario en el desierto que ella describe como «la felicidad».

## Reconocimientos
- Ganadora del premio BAFTA al mejor sonido: ficción, House of the Dragon, 2023
- Ganadora del premio Emmy a la mejor edición de sonido para una serie de comedia o drama (una hora), Lovecraft Country : Sundown, 2020
- Ganadora del premio Emmy a la mejor edición de sonido para una serie de comedia o drama (una hora), Juego de tronos : La larga noche, 2019
- Nominada al Emmy por Mejor Edición de Sonido para una Serie de Comedia o Drama (Una Hora) - Game of Thrones : The Spoils of War, 2018
- Nominada al Emmy por Mejor Edición de Sonido para una Serie, Juego de Tronos : Nominada en 2013, 2014, 2016, Perdidos : Nominada en 2007, 2008, 2010
- Ganadora del premio Emmy a la mejor edición de sonido para una serie, Juego de Tronos : Hardhome, 2015
- Edición de sonido sobresaliente nominada al Emmy para una miniserie, película o especial, The River : Doctor Emmet Cole, 2012
- Ganadora del premio Gemini al mejor sonido en un programa o serie dramática, 1996
- Nominada al premio Gemini a la mejor edición de sonido en 1996 y 1999
- 5 premios MPSE Golden Reel y 14 nominaciones al premio MPSE Golden Reel
- En 1996, fue reconocida en "Quién es quién en el cine y la televisión canadiense"[9]